# Oro y plata (película)
Oro y plata es una película dramática mexicana de 1934 dirigida por Ramón Peón y protagonizada por Carmen Guerrero, Adolfo Girón y Alfredo del Diestro.

## Argumento
Un joven de familia pudiente es enviado a trabajar en las minas por su padre, allí encuentra amor y el rumbo de su vida es cambiado.

## Reparto
- Carmen Guerrero como Maruca.
- Adolfo Girón como Rubén del Castillo.
- Alfredo del Diestro como Don Rodrigo.
- Domingo Soler como Juan Antonio.
- Julio Villarreal como Don Ricardo del Castillo.
- Beatriz Ramos como Violeta.
- Antonio R. Frausto como Lencho.
- Dolores Camarillo como Pareja de Lencho.
- Paco Martinez como Pedro, criado.
- Pepe Martínez como Juan.
- Manuel Tamés como Basilio.
- Pedro Nava F. como Cura.
- Felipe de Flores como José.
- Fabio Acevedo como Simón.
- A. L. Rocha como Colás.
- Alfonso Sánchez Tello
- Ricardo Marrero
- El Trío Maya
- Chel López
- Carmen Torreblanca

## Lanzamiento
Fue estrenada el 31 de mayo de 1934 en el cine Palacio, por una semana.